# Guo Qi
Guo Qi (chinês: 郭琦, pinyin: Guō Qí;  nascida em 27 de janeiro de 1995) é uma jogadora de xadrez chinesa. Ela detém os títulos de Mestre Internacional (IM) e Grande Mestre Mulher (WGM), que a FIDE lhe concedeu em 2014 e 2011, respectivamente.
Ela venceu o Campeonato Mundial Júnior Feminino de Xadrez em 2012.
Guo competiu no Campeonato Mundial Feminino de Xadrez de 2012 como indicada para presidente da FIDE. Ela foi eliminada na primeira rodada por Natalia Zhukova.
Guo integrou a equipe chinesa que conquistou a medalha de prata no Campeonato Mundial Feminino de Xadrez por Equipes de 2013, em Astana, no Cazaquistão.  Em 2014, ela ganhou medalhas de prata por equipe e individuais (no quadro de reservas) na Olimpíada Feminina de Xadrez de 2014.